# Klein-Alberstedt
Klein-Alberstedt ist eine Wüstung, rund ein Kilometer südwestlich von Alberstedt, einem Ortsteil von Farnstädt.

## Geschichte
Eine Ersterwähnung erfolgte im Jahre 1052, als dem St. Michael geweihtem Kloster Gosek 12 Hufen Land in Alfarstide übergeben wurde.
Im Hersfelder Zehntverzeichnis wird ein Ort Alberstat erwähnt, ob es sich hierbei um Klein-Alberstedt oder um das heute noch bestehende Alberstedt handelt, ist bisher unklar. Mit hoher Wahrscheinlichkeit handelt es sich jedoch um das heute noch bestehende Alberstedt.
Klein-Alberstedt war im späten 11. Jahrhundert mit einem Wall- und Grabensystem umgeben, welches jedoch im Laufe des 12. Jahrhunderts aufgrund der Vergrößerung des Dorfes zugeschüttet und durch einen größeren Graben ersetzt wurde.
1181 überließ Bischof Dietrich von Halberstadt dem Kloster Kaltenborn bei Riestedt 6½ Hufen Land in Elverstede, was nochmals 1183 von Papst Lucius III bestätigt wurde. Das Kloster Rode bei Wimmelburg erhielt 1254 in villa Alverstede 1½ Hufen Besitz.
1327 wurden beide Ortsteile erstmals erwähnt – Das Kloster Holzzelle tauschte Güter mit dem Kloster Kaltenborn in villa et in campi parvi et magni alverstede. Letztmals wurden beide Orte 1376 genannt, als die Edlen Albrecht und Ludwig von Hakeborn, die beiden Dörfer Albistede an Graf Gebhard IV von Mansfeld verkauften.
Ab 1400 wird Klein-Alberstedt nicht mehr erwähnt.